# Wien Museum MUSA

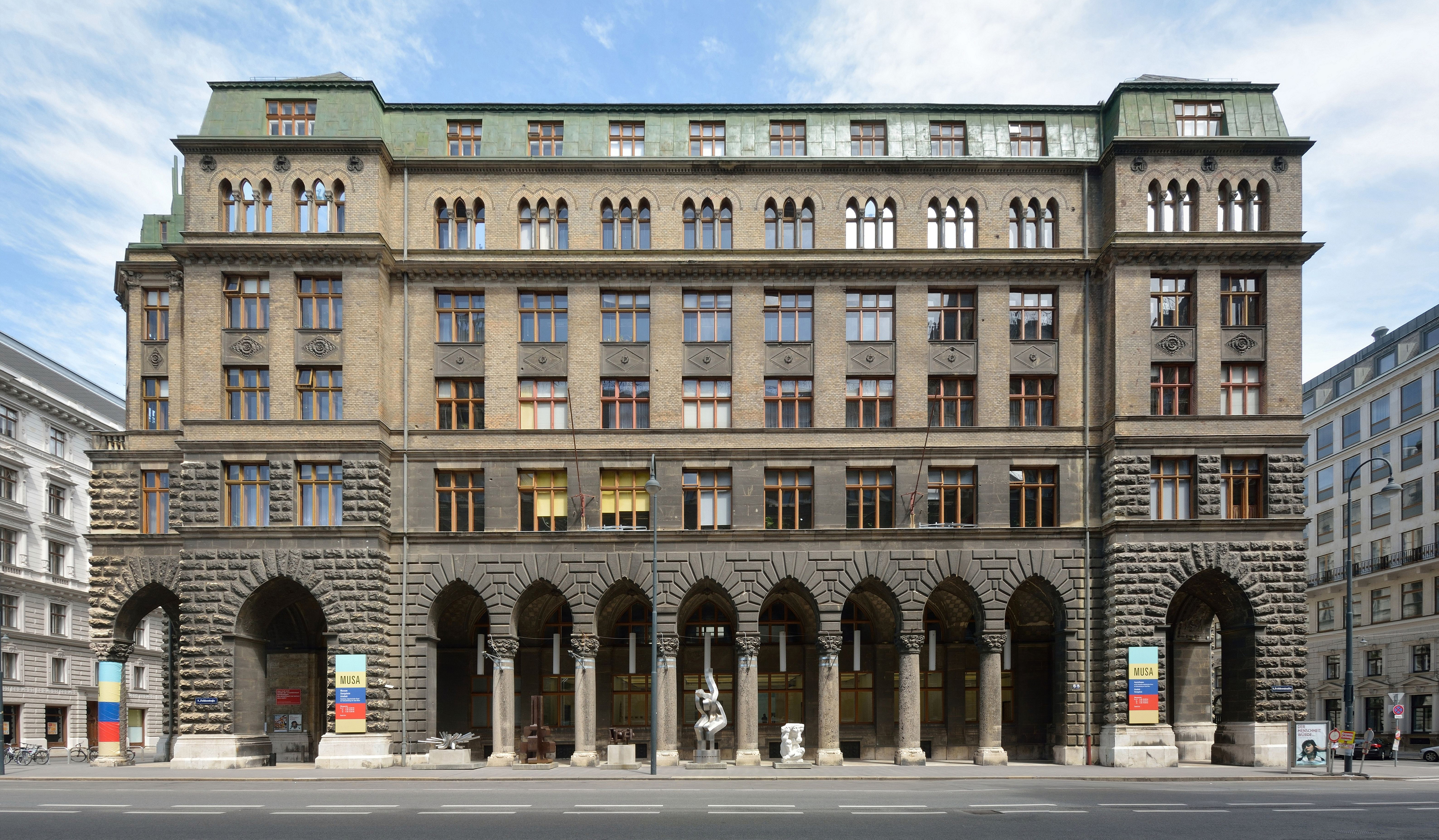
Das MUSA in Wien (Südfassade 2014)

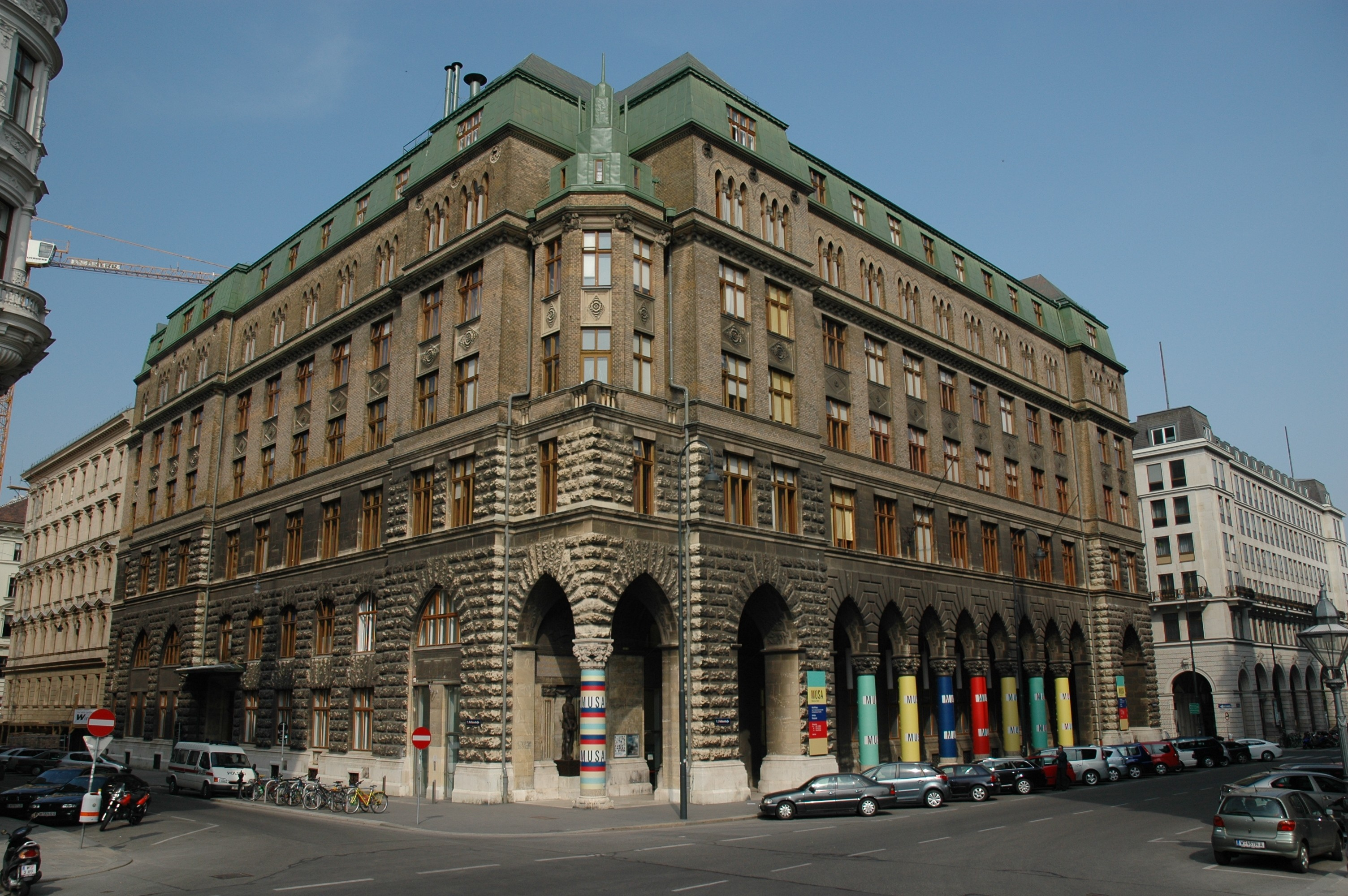
Amtsgebäude Rathausstraße 14–16 (2009)

Wien Museum MUSA (früher MUSA Museum Startgalerie Artothek, MUSA Museum auf Abruf) bezeichnet einen Standort der Museen der Stadt Wien.

## Geschichte
Ausgangspunkt für das Museum auf Abruf war die im April 1991 von Wolfgang Hilger, Kunstreferent der Kulturabteilung der Stadt Wien von 1985 bis 2003, kuratierte Ausstellung „Ins Licht gerückt. Ein Museum auf Abruf“ in der Volkshalle des Wiener Rathauses. Es war weiterhin das Ziel der Kulturabteilung unter der Leitung von Bernhard Denscher, die Kunstsammlung einer heimischen, aber auch internationalen Öffentlichkeit zu präsentieren. Das Museum auf Abruf war damals als flexibles Ausstellungskonzept geplant, das an jedem beliebigen Ort präsentiert werden konnte und jederzeit „auf Abruf“ bereitstand. Als Präsentationen kaum bekannter Kunst aus Österreich konzipiert, sind viele der damals teilnehmenden Künstler heute in der österreichischen Kunstszene etabliert, unter anderem Anzinger, Attersee, Birstinger, Bohatsch, Brandl, Brus, Damisch, EXPORT, Frohner, Gironcoli, Hollegha, Hrdlicka, Hildegard Joos, Lassnig, Nitsch, Arnulf Rainer, Hubert Schmalix und Erwin Wurm.
Das Projekt war ein großer Erfolg, weitere Ausstellungen aus der Sammlung der Kulturabteilung wurden im Lauf der Jahre in Wien und im Ausland gezeigt. Der Begriff Museum auf Abruf blieb erhalten, da er einerseits die enorme Fülle der Kunstsammlung, von der immer nur ein kleiner Teil ausgestellt werden kann, andererseits auch die Flexibilität der Idee, das Nomadische an dem Konzept, wiedergibt. Unter dem Titel Des Eisbergs Spitze präsentierte sich das „Museum“ 1998 in einer Großausstellung im MuseumsQuartier in Wien, von 1998 bis 2003 setzte es sein Ausstellungsprogramm in einer kleinen Galerie in der Makartgasse neben der Akademie der bildenden Künste Wien fort.
Der Spatenstich zum heutigen Wien Museum MUSA neben dem Rathaus erfolgte durch Andreas Mailath-Pokorny, amtsführender Stadtrat für Kultur und Wissenschaft, am 11. September 2005, die Eröffnung fand am 19. Juni 2007 statt. Der ursprüngliche Name MUSA Museum auf Abruf wurde 2011 in MUSA Museum Startgalerie Artothek geändert. Die Ausstellungsfläche beträgt rund 600 m², Direktor war seit der Gründung bis Ende 2017 Berthold Ecker. Seit 1. Januar 2018 ist es als Wien Museum MUSA Teil des Wien Museums, Direktor ist Matti Bunzl.

## Sammlung
1951 begann die Kulturabteilung der Stadt Wien aus einem sozialen „Fördergedanken“ heraus, Kunstwerke von vorwiegend Wiener Künstlern zu erwerben und legte damit den Grundstein zu einer der größten Sammlungen zeitgenössischer österreichischer Kunst. Aufgrund der kontinuierlichen Ankaufstätigkeit seit 1951 bieten die momentan ca. 20.000 Objekte von 3.500 Künstlern einen veritablen Querschnitt durch die Wiener Kunstentwicklung seit 1945. Sämtliche Kunstsparten – Malerei, Graphik, Skulptur, Plastik, Fotografie, Film, Video, Installation, „Kunst am Bau“ (Mosaik, Sgraffito, Fresko) – sind vertreten.
Nach dem Grundsatz der größtmöglichen stilistischen Breite bei höchstmöglicher Qualität empfiehlt eine hochrangige Jury Wiener Künstler oder Kunstwerke mit Wien-Bezug zum Ankauf. Neben Hauptwerken führender Künstler besitzt die Sammlung auch Positionen, die interessante Seitenwege, unbekannte Positionen oder singuläre, kurzfristige Erscheinungen der österreichischen Kunst darstellen.

## Institutionen im MUSA
Die Kunstinstitution umfasst drei Bereiche:

### Ausstellungsraum
Eine Ausstellungsfläche von ca. 600 m² sowie zeitgemäß ausgestattete Depots ermöglichen ein anspruchsvolles Programm im Sinne der heimischen Künstlerschaft. Auf Basis der Sammlung wurden jährlich mehrere Ausstellungen mit Fokus auf die Wiener Szene realisiert. Auch die beliebte Startgalerie (eine Ausstellungsfläche für junge Künstler) und die Artothek der Stadt, die es möglich macht, sich Kunst für zu Hause auszuborgen, haben ihren Standort im MUSA. Während der Umbauphase des Wien Museums am Karlsplatz wird das MUSA auch als Standort für kulturhistorische Themenausstellungen genutzt.

### Artothek
Seit ihrer Gründung im Jahr 1979 durch den damaligen Kulturstadtrat und späteren Wiener Bürgermeister Helmut Zilk bietet diese Serviceeinrichtung allen in Wien lebenden Personen die Möglichkeit, gegen eine geringe Gebühr Kunst für den eigenen Wohnbereich zu entlehnen. Der wechselnde Bestand an Kunstwerken aus der Sammlung der Kulturabteilung der Stadt Wien besteht aus 1.200 bis 1.500 Zeichnungen, Aquarellen, Mischtechniken sowie verschiedenen Druckgraphiken.
Die Artothek versteht sich als eine Schnittstelle zwischen der Wiener Bevölkerung, zeitgenössischen Wiener Künstlern sowie Sammlern. Das zeitlich begrenzte Zusammenleben mit wechselnden Kunstwerken ermöglicht den direkten Kontakt mit Wiener Gegenwartskunst, trägt zu einem besseren Verständnis zeitgenössischer Kulturproduktion bei und weckt eventuell sogar das Sammelinteresse potenzieller Käufer.

### Startgalerie
Die Startgalerie ist eine Fördereinrichtung und Präsentationsfläche für junge Künstler.
Das MUSA befindet sich in einem Amtshaus der Stadt Wien, das 1916 als einer der ersten Stahlbeton-Bauten unter der Leitung von August Kirstein (Schüler von Friedrich von Schmidt) fertiggestellt wurde. Ursprünglich befanden sich in diesen Räumen der Armenkataster, später, bis in die 1990er, die Selbstbedienungsrestaurants der Wiener öffentlichen Küchen (WÖK) und WIGAST. Die ausstellungsgerechte Adaption der Räume übernahm das Team Kiskan Kaufmann Architekten, das u. a. den 300 m² großen Innenhof mit einer freitragenden Glasdecke überspannte und zum zentralen Ausstellungsraum gestaltete.
Die Startgalerie im MUSA fungiert als Förder-Galerie für junge Künstler. Vor allem Absolventen der Kunstuniversitäten wird hier die Möglichkeit geboten, in Form einer Personalausstellung erstmals an die Öffentlichkeit zu treten. Die Tätigkeit der Startgalerie trägt dazu bei, dass junge Kunstschaffende in Wien wahrgenommen werden und für ihre künstlerische Laufbahn wichtige Ausstellungserfahrungen sammeln können. Die Startgalerie übernimmt durch den kostenlosen Versand von Informationsblättern die Bewerbung der Künstler und verzichtet auf Provision bei Verkäufen. Die Auswahl der jährlich neun ausstellenden Künstlern wird von einer unabhängigen Jury getroffen.